# ばらの葬列
『ばらの葬列』（ばらのそうれつ）は、松本洋子による日本の漫画作品。

## あらすじ

### ばらの葬列
レイの家に、父の知り合いであるジュリアという少女が来て、一緒に暮らすことになった。
レイの父はジュリアを外へ出させず、レイは疑問に思っていた。
やがて、レイは自分の父が、殺されたジュリアの母と邪悪な集団に所属していたことを知る。

### 闇の迷路
ナンシーは交通事故で死んだ父から莫大な遺産と大きな屋敷を受け取るも、父を亡くしたショックで失明した。
そして、彼女は親類から命を狙われるようになった。

### 天使の疑惑
いとこのマリオンがエバの家に養子に来た。天使のような見かけとは裏腹に、マリオンはエバからあらゆるものを奪った。

### もうひとりのあたしへ…
学校の人気者アーティーから約束を破ったと怒られたジェニファー。だが、ジェニファーには心当たりがなかった。

## 収録作品
- ばらの葬列

なかよし85年9月号掲載
- 闇の迷路

なかよしデラックス84年11月号掲載
天使の疑惑
なかよし84.12月号掲載
- もうひとりのあたしへ…

なかよしデラックス85.11月号掲載

## 書誌情報
- 松本洋子 『ばらの葬列』 講談社〈講談社コミックスなかよし〉、1986年4月発行、ISBN 978-4061785328